# 雲中郡
雲中郡（うんちゅう-ぐん）は、中国にかつて存在した郡。戦国時代から唐代にかけて、現在の内モンゴル自治区フフホト市一帯に設置された。

## 概要
戦国時代に趙の武霊王（在位紀元前326年 - 紀元前298年）が林胡と楼煩を破って北に領土を広げ、雲中郡・雁門郡・代郡を置いたのが始まりである。
秦のとき、雲中県に郡治が置かれた。
前漢のとき、雲中郡は北の匈奴と接する最前線であった。高祖（劉邦）の時代には、漢から匈奴に降った趙利・王黄がしばしば雁門・代・雲中を侵した。文帝6年（前174年）には匈奴の3万騎が雲中に侵入した。文帝14年（紀元前166年）以降、連年の匈奴の侵攻により、雲中郡は殺害略奪で1万人以上の被害を出した。後元4年（紀元前160年）頃にも匈奴の3万騎が侵入した。
武帝が反撃に転じると、今度は漢の出撃拠点の一つになった。元光6年（前129年）の最初の大攻勢では、公孫賀が雲中郡から出撃した。元朔2年（前127年）には、大将軍衛青が雲中から進発して戦果をあげた。それからしばらく匈奴の侵入は他郡にそれたが、太初3年（前102年）には再び匈奴が雲中を侵した。本始3年（前73年）、宣帝のもとでの攻勢で、雲中郡から前将軍の韓増が3万余騎を率いて出撃した。
元封5年（前106年）に全国に州が置かれたとき、雲中郡は并州に属した。雲中・咸陽・陶林・楨陵・犢和・沙陵・原陽・沙南・北輿・武泉・陽寿の11県を管轄した。『漢書』によれば、前漢末に3万8303戸、17万3270人があった。
王莽のとき、受降郡と改称された。後漢が建てられると、雲中郡の称にもどされた。
後漢のとき、雲中郡は雲中・咸陽・箕陵・沙陵・沙南・北輿・武泉・原陽・定襄・成楽・武進の11県を管轄した。
215年（建安20年）、曹操が雲中・定襄・五原・朔方の4郡を県と改め、4県を管轄する新興郡を立てた。
晋の恵帝のとき、新興郡は晋昌郡と改称された。304年（永興元年）、劉淵が漢王を称して自立すると、并州全域を漢（前趙）が掌握した。劉曜が都を長安に移すと、平陽以東の地は石勒に掌握され、朔方に朔州が置かれた。
北魏のとき、再び雲中郡が置かれた。朔州に属し、後に雲州に属して、延民・雲陽の2県を管轄した。
隋のとき、馬邑郡雲内県が置かれた。
621年（武徳4年）、唐が劉武周を平定した。623年（武徳6年）、雲内県恒安鎮に北恒州が置かれ、雲内県は雲中県と改められた。624年（武徳7年）、北恒州は廃止された。640年（貞観14年）、朔州の北の定襄城から雲州と定襄県がこの地に移転された。682年（永淳元年）、雲州は突厥に攻め落とされて廃止され、その地の民衆は朔州に移された。732年（開元20年）、再び雲州が置かれた。742年（天宝元年）、雲州は雲中郡と改称された。この雲中郡は現在の山西省大同市に相当する。758年（乾元元年）、雲中郡は雲州と改称され、雲中郡の呼称は姿を消した。

## 行政長官
- 前漢の雲中郡守
  - 孟舒 - 文帝即位（紀元前180年）前に十数年在任し免職。即位後に再任[16]
  - 魏尚 - 文帝代に在任し免職[17]。文帝14年（紀元前166年）再任[18]
- 前漢の雲中太守
  - 李広 - 景帝代（前157年 - 前141年）の一時期[19]
  - 遂成 - 元狩4年（前119年）見[20]
  - 呂辟胡 - 始元6年（前81年）任[21]
  - 田順 - 本始2年（前72年）以前から本始3年（前71年）自殺[22]
  - 辛慶忌 - 陽朔3年（前22年）任 - 陽朔4年（前21年）[23]

- 後漢の雲中太守
  - 橋扈（喬扈） - 建武5年ないし6年（29年、30年）に盧芳により任 - 建武7年（31年）に光武帝に帰順[24]